# Probuzení Simona Spiera
Probuzení Simona Spiera (anglicky Simon vs. the Homo Sapiens Agenda) je román pro mládež od americké spisovatelky Becky Albertalli. Kniha poprvé vyšla v roce 2015 pod nakladatelstvím Balzer + Bray. Děj románu je zasazen do prostředí amerického předměstí a sleduje život středoškoláka Simona, který si střeží tajemství o své orientaci. Autorka v příběhu zúročila své znalosti psycholožky pro mládež a v románu otevírá velké téma homosexuality. Becky Albartelli za svůj debutový román obdržela William C. Morris Award a rovněž byla nominována na americkou Národní cenu za literaturu. Román se také dostal na seznam nejlepších knih románů pro mladé.

## Děj
Šestnáctiletý Simon vede, jak sám o sobě tvrdí, obyčejný život jako jeho okolí. Na rozdíl od ostatních si už delší dobu střeží tajemství o tom, že je gay. Jeho život začíná nabírat na obrátkách, když si začne vyměňovat e-maily s tajemným Blue, kterému se svěří se svojí orientací. Celá situace se zvrhne, když se Simon jednoho dne zapomene odhlásit ze školního počítače a celá milostná korespondence padne do rukou spolužáka Martina, který začne Simona vydírat s vidinou toho, že se tak dostane k Simonově kamarádce Abby.
Příběh se stává čím dál tím více komplikovanějším, protože hlavní hrdina nechce, aby Martin vyzradil jeho tajemství, a tak musí rozvracet vznikající vztah jeho kamarádky Abby a nejlepšího kamaráda Nicka, aby vyhověl Martinovu požadavku dostat Abby. Navíc Simonova nejlepší kamarádka Leah ho tajně miluje, ale za celé roky mu to neřekla. V průběhu děje se Simon snaží pomocí různých vodítek zjistit, kdo by mohl být tajemný Blue. Když už to vypadá, že mu je na stopě, ukáže se, že jde o někoho jiného.
Příběh vrcholí, když Martin vyzná na zápase lásku Abby, která ho ovšem před celou třídou odmítne. Martin se přes daný fakt nedokáže přenést a rozhodne se z pomsty k Simonovi veřejně sdílet jeho tajemství. V ten moment se Simonovi zhroutí celý dosavadní život. Blue s ní přestane komunikovat, kamarádi se od něj odvrátí, a dokonce je ve škole vystavěn posměškům. Když už to vypadá jako konec světa, jeho přátelé mu odpustí, že jim lhal, a on se rozhodne veřejně vyzvat tajemného přítele na schůzce na pouti před všemi kamarády. Situace se pro Simona nevyvíjí dobře, protože Blue ne a ně přijít. Když už je Simon skoro rozhodnutý odejít, objeví se jeho kamarád ze školy Bram, kterého Simon podezíral jako prvního. Simon svým coming-outem inspiruje další lidi ze školy a blízkého okolí.

## Přijetí díla
Michal Vondra text ocenil a uvedl, že psát v dnešní době o tématech spojených s tematikou LGBT+ komunity tak, aby dílo bylo přijato všemi stranami, bývá obtížné. Autorka románu uchopila dané téma podle mnohých uctivě a srozumitelně. Není divu, že tak kniha obdržela ocenění jako William C. Morris Award a dostala se „na prestižní seznam top knih pro mládež“.
Deník The Guardian označuje knihu a její příběh jako roztomilý, ale do té míry, že stále působí reálně. Simon je podle autorky článku zábavný a milý, ale také dělá chyby a snaží se je napravit. Článek také oceňuje výborné vykreslení a zobrazení dalších vedlejších postav objevujících se v příběhu. Jan Bodnár se na serveru VltavaRozhlas.cz věnuje filmu Já Simon, který je adaptací knihy. Ve své recenzi vyzdvihuje proces coming-outu SImona, který snímek nijak devaluje, ale naopak přesně reflektuje jeho proměnlivou proměnu v čase. Od prvotního popírání, přes strach z odmítnutí až po úlevu z přijetí. Více čtenářů se shodlo na faktu, že byla z odhalení zklamaná. Knize a adaptaci v podobě filmu se dostalo takového ohlasu i proto, že o důležitých tématech se zde mluví tou nejsrozumitelnější formou.
Kniha dostává od veřejnosti pozitivní ohlasy, jak zmiňuje KirkusReviews.com, i díky tomu, jak je příběh Simona pečlivě a jednoduše vykreslený prostřednictvím lehkých a vtipných detailů. Čtenáři tak mají možnost vidět každou jednotlivou postavu, ale také komplexní soubor skupinové dynamiky.

## Adaptace
V roce 2018 vznikla adaptace knihy v podobě filmu s názvem Já, Simon, kterou režíroval Greg Berlanti, který se věnoval tématu homosexuality již ve svém celovečerním debutu Klub zlomených srdcí. Teenagerovským tématům se zabýval již jako spolutvůrce na seriálech pro adolescentní publikum, jako byli Dawsonův svět, Everwood nebo Riverdale.